# Friedrich (Pfalzgraf in Schwaben)
Friedrich war Pfalzgraf in Schwaben und Graf im Riesgau.
Er wurde in zwei Urkunden 1030 und 1053 genannt.
Weitere Angaben zu seiner Person sind nicht bekannt.
Ob er mit Friedrich, dem Stammvater der Staufer, identisch war, lässt sich nicht eindeutig bestimmen, da es keine historischen Belege dafür gibt.
In der Forschung wurde diese Vermutung allerdings mehrfach erwogen.
Nachkommen sind nicht bekannt.